# Joanna Narutowiczowa

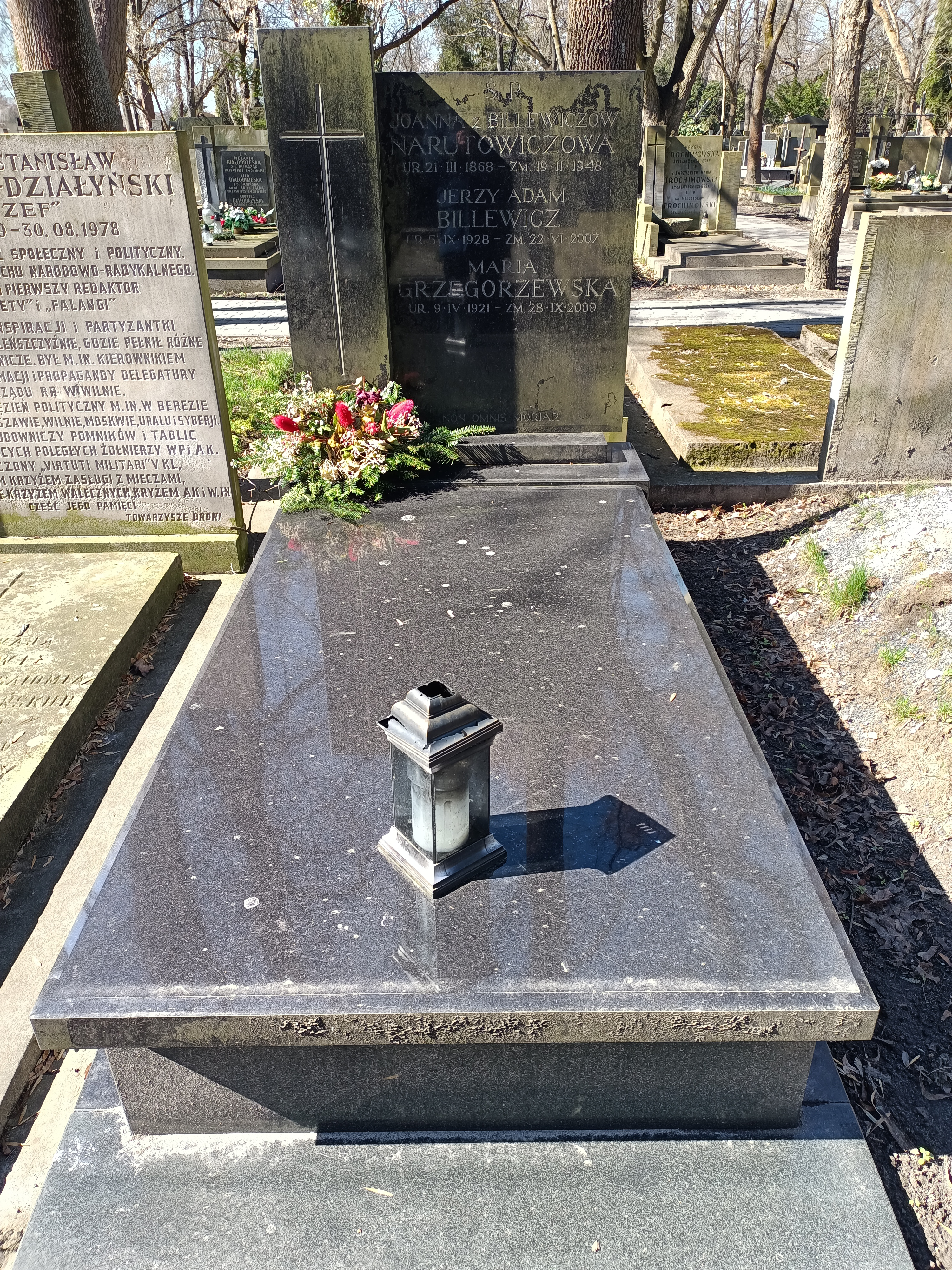
Grób Joanny Narutowiczowej na cmentarzu Powązkowskim w Warszawie

Joanna Narutowiczowa, de domo Billewiczówna (ur. 21 marca 1868 w Kliszach na Żmudzi, zm. 19 lutego 1948 w Warszawie) – litewska działaczka oświatowa, żona Stanisława Narutowicza, bratowa Gabriela Narutowicza, bratanica Marii Piłsudskiej.

## Życiorys
Pochodziła – podobnie jak matka Józefa Piłsudskiego – z litewskiej rodziny Billewiczów; córka Hipolita Billewicza i Heleny z domu Dowgird. Ukończyła filozofię na uniwersytecie w Zurychu. Po studiach powróciła na Litwę, w 1888 roku poślubiła Stanisława Narutowicza. W latach 1891–1899 i 1904-1907 pracowała jako nauczycielka w szkole ludowej w żmudzkich Brewikach, gdzie wykładała w języku litewskim. 
W 1907 roku przeniosła się do Telsz, w którym została szefową progimnazjum dla litewskich dzieci. 
W okresie I wojny światowej ewakuowała się do guberni smoleńskiej. 
W latach 1926–1935 była dyrektorką polskojęzycznego gimnazjum im. Adama Mickiewicza w Kownie, powołana na to stanowisko przez polską Pochodnię. Protektorka polskiej, żeńskiej korporacji akademickiej Znicz założonej w Kownie w 1930 r.
W latach II wojny światowej mieszkała w Kownie, pomagała ukrywać się tamtejszym Żydom. W 1945 roku przyjechała do Warszawy.
Pochowana na cmentarzu Powązkowskim (kwatera 131-5-3).